# Andrés Ignacio Menéndez
Andrés Ignacio Menéndez (Santa Ana, El Salvador, 1 de febrer de 1879 - Nova York, Estats Units, 7 de juny de 1962) va ser President Provisional de la República d'El Salvador del 8 d'agost de 1934 a l'1 de març de 1935 i del 9 de maig de 1944 al 21 d'octubre de 1944.

## Dades generals
El general Andrés Ignacio Menéndez va néixer a Santa Ana, El Salvador, l'1 de febrer de 1879 i va morir a Nova York, Estats Units, el 7 de juny de 1962. Va ser germà de Rafael Menéndez. Va ser casat en segones nupcias amb Catalina Carvallo de Menéndez.
El General Ignacio Menéndez era un home honrat i lleial, tractant de resoldre els préstecs deixats per General Martínez, però abans d'això va ser enderrocat. Els seus ascensos van ser des de files on va aconseguir el grau de Sotstinent el 18 d'octubre de 1898, a tinent el 24 de març de 1904; a Capità l'1 d'agost de 1906; i per organització va ascendir a Capità Major el 24 de maig de 1907, a Tinent Coronel el 20 de febrer de 1911; a Coronel el 21 de maig de 1915 i a General de Brigada el 10 d'agost de 1920.

## Arribada al poder i presidència
Quan el General Martínez va sol·licitar permís el 1934 a l'Assemblea Legislativa per preparar la seva reelecció, va deixar com a President Provisional al general Andrés Ignacio Menéndez i en el Gabinet de Govern va ser nomenat com a Ministre de Guerra, Marina i Aviació el president Martínez.
Quan el 1944 el General Martínez va ser enderrocat va ocupar provisionalment el govern, però en intentar fer eleccions justes, els militars dirigits per Osmín Aguirre y Salinas ho van enderrocar el 21 d'octubre de 1944.